# Machérie Ekwa Bahango
Machérie Ekwa Bahango est une réalisatrice et scénariste congolaise née à Kisangani (République démocratique du Congo).

## Biographie
Machérie Ekwa Bahango étudiait le droit. Elle se lance dans le cinéma en 2010. En 2014, elle travaillait comme directrice de production pour l'entreprise Labson Bizizi Ciné-Kongo LTD, (Londres). Au cours de l'année suivante, elle a travaillé sur le film Félicité d’Alain Gomis comme traductrice de Lingala.
En 2016, elle a écrit six épisodes pour Ndakisa.
Cette série télévisée était financé par l’ONG américaine Search for Common Ground
.
Elle participe au Festival de Cannes en 2017 en tant que jeune talent invitée à la table ronde « Passer l’Afrique au détecteur de talent » organisée par l’OIF et l’Institut français . Son premier film en tant que réalisatrice, titulé Mak’ila, produit par Emmanuel Lupia, a été sélectionné pour la Berlinale 2018 dans la section Forum. Son debut a remporté le prix Golden Screen au Festival du film des Écrans noirs 2018.

### Vie
Machérie Ekwa Bahango est née à Kisangani. Après ses études secondaires, elle a poursuivi ses études supérieures et a décroché un diplôme en droit à l'Université protestante du Congo. Pendant ses années universitaires, elle a pris part à des ateliers de scénarisation et de production cinématographique.
Voir également
- Cinéma de la République Démocratique du Congo
- Liste des films de la République démocratique du Congo
- Médias de la République Démocratique du Congo
- Cinéma d'Afrique

## Filmographie
- Mak'ila, 2018 (en lingala).
- Sema, 2019.